# ピフィスリン
ピフィスリン-α(Pifithrin)は、オフホワイト色をしたp53遺伝子の化学阻害剤である。正式な化合物名は、2-(2-ルミノ-4,5,6,7-テトラヒドロベンゾチアゾール-3-イル)-1-p-トリルエタノンヒドロブロミドである。分子量は、367.30で、ジメチルスルホキシドに最大20 mg/mlまで溶解する。融点は、192.1℃から192.5℃である。